# Knut Kroon
Pour les articles homonymes, voir Kroon.
Knut Kroon, dit Knutte, est un footballeur suédois, né le 19 juin 1906 et mort le 27 février 1975. 

## Biographie
En tant qu'attaquant, il fut international suédois à 35 reprises (1925-1934) pour 17 buts.
Il participa à la Coupe du monde de football de 1934, en Italie. Il affronte l'Argentine au premier match, inscrit un but à la 79e minute, permettant la victoire (3-2). Il dispute le match contre l'Allemagne en quarts mais la Suède se fait battre (1-2). Il fut titulaire dans les deux matchs.
Il joua dans deux clubs : le Stattena IF et le Helsingborgs IF. Avec le premier, il ne remporte rien, mais avec le second, il gagne cinq Allsvenskan et une coupe de Suède.
Il est le joueur qui a le plus marqué de buts dans l'histoire du club d'Helsingborgs IF (140).

## Palmarès
- Championnat de Suède de football
  - Champion en 1929, en 1930, en 1933, en 1934 et en 1941
  - Vice-champion en 1928
- Coupe de Suède de football
  - Vainqueur en 1941